# The Asian Age
The Asian Age — индийская ежедневная газета на английском языке. Выходит одновременно в Дели, Мумбаи, Калькутте, Бангалоре и Лондоне. Принадлежит Deccan Chronicle Holdings — компании, которая также владеет газетой The Deccan Chronicle. 
Основана в 1994 году известным индийским журналистом Мобашаром Д. Акбаром, который был её главным редактором с момента основания до 2008 года. С 1 марта 2008 года главным редактором газеты является Т. Венкаттрам Редди.